# Remo Sernagiotto
Remo Sernagiotto (Montebelluna, 1 de septiembre de 1955 - Treviso, 29 de noviembre de 2020) fue un político italiano de Véneto.

## Biografía
Demócrata cristiano desde sus inicios, fue elegido por primera vez para el Consejo Regional de Veneto en las elecciones regionales de 2000 para Forza Italia (FI). Fue reelegido para el Consejo Regional de Veneto en las elecciones regionales de 2005 por FI y se convirtió en el líder de su partido, siendo a menudo un crítico vocal del presidente Giancarlo Galan (FI). Reelegido por El Pueblo de la Libertad (PdL) en las elecciones regionales de 2010, fue nombrado ministro regional de Asuntos Sociales del Gobierno de Zaia I.
En las elecciones al Parlamento Europeo de 2014, Sernagiotto fue elegido miembro del Parlamento Europeo (MEP) por la recién organizada Forza Italia y posteriormente dimitió como ministro regional. En julio de 2015 abandonó FI y el Partido Popular Europeo, junto con su colega eurodiputado Raffaele Fitto, para unirse al Grupo de Conservadores y Reformistas Europeos (ECRG) bajo el recién formado Partido Conservadores y Reformistas Italianos (CR). En enero de 2017, él y Fitto (con otros políticos en Italia) formaron  Direction Italy (DI), un nuevo partido creado por CR con otros partidos menores.

## Controversias
En 2018 fue investigado por corrupción en relación con una emisión de fondos públicos de 3 millones de euros.